# DM i cykelcross 1998
Danmarksmesterskaberne i cykelcross 1998 var den 29. udgave af DM i cykelcross. Mesterskabet fandt sted 11. januar 1998 på en rundstrækning ved Gals Klint i Middelfart. Løbet blev afviklet tre uger før VM i cykelcross 1998, som også blev kørt i Middelfart.
Henrik Djernis vandt sit 14 danmarksmesterskab i træk, da han kom over målstregen knap tre minutter foran Klaus Nielsen på andenpladsen.

## Resultater
| Event        | Guld           | Sølv                | Bronze            |
| ------------ | -------------- | ------------------- | ----------------- |
| Herrer       |                |                     |                   |
| Herrer elite | Henrik Djernis | Klaus P. Nielsen    | Thomas Bonne      |
| Herrejunior  | Kim Petersen   | Peter Riis Andersen | Simon Søndergaard |